# Liolaemus puelche
Liolaemus puelche este o specie de șopârle din genul Liolaemus, familia Tropiduridae, descrisă de Avila, Morando, Fulvio Perez și Sites în anul 2003. Conform Catalogue of Life specia Liolaemus puelche nu are subspecii cunoscute.